# Зерновий (Заводоуковський міський округ)
Зернови́й (рос. Зерновой) — селище у складі Заводоуковського міського округу Тюменської області, Росія.
Населення — 51 особа (2010, 55 у 2002).
Національний склад станом на 2002 рік:
- росіяни — 75 %